# Marino Perani
Marino Perani (Ponte Nossa, 27 de outubro de 1939 – Bologna, 18 de outubro de 2017) foi um futebolista italiano que atuava como atacante.

## Carreira
Nascido em Ponte Nossa, Perani passou pelas divisões de base do Atalanta antes de se juntar ao time profissional. Durante sua carreira no clube, ele jogou por várias outras equipes italianas, como Bologna e Padova. 
Ele se juntou ao Bologna em 1958, onde passou 15 temporadas no total, permanecendo com a equipe até a temporada 1973-1974. Embora Perani inicialmente tenha lutado para entrar no time titular devido à competição de outros jogadores, ele mais tarde ganhou a titularidade herdando o papel de Cesarino Cervellati na lateral direito. 
Perani formou uma formidável parceria com Ezio Pascutti e juntos eles ajudaram o Bologna a conquistar o título da Serie A na temporada 1963-64. 
No total, ele fez 322 jogos pelo Bologna, marcando 70 gols, e também conquistando dois títulos da Coppa Itália com o clube. Perani terminou sua carreira com o Toronto Metros-Croatia da NASL em 1975. No total, ele marcou mais de 80 gols ao longo de sua carreira.

## Seleção
Em nível internacional, Perani jogou 4 jogos pela Seleção Italiana e marcou 1 gol em 1966. Ele participou da Copa do Mundo de 1966 na Inglaterra, onde a Itália sofreu uma eliminação na primeira rodada após uma infame derrota para a Coréia do Norte.

## Títulos
- Mitropa Cup: 1961
- Serie A: 1963–64
- Coppa Italia: 1969–70, 1973–74
- Torneio Anglo-Italiano: 1970